# Sant'Evellio
Evellio, o Evelio (... – 27 aprile 69), era, secondo la tradizione, un funzionario romano convertitosi al Cristianesimo e pertanto martirizzato. È venerato come santo dalla Chiesa cattolica.

## Agiografia
Il nome Evellio denota l'origine geografica e significa abitante di Havel, probabilmente l'attuale Brandeburgo sulla Havel. 
Di lui poco si sa se non quello che è attestato nella Passio Sancti Torpetis, nella quale si narra che Evelio era funzionario per conto dell'imperatore romano Nerone all'epoca del martirio di San Torpè; vedendo che il santo era uscito incolume dalle feroci prove a cui era stato sottoposto si convertì alla fede cristiana. 
Dopo aver abbandonato la corte dell'imperatore, fuggì a Roma dove però fu arrestato e processato, successivamente venne condannato a morte e subì la decapitazione.

## Culto
Gli agiografi Rabano Mauro e Notkero, indotti in errore da una errata lettura dell'antica ‘Vita’ di san Torpete, lo inserirono nei loro Martirologi alla data dell'11 maggio e Cesare Baronio continuò ad elencarlo all'11 maggio nel suo Martirologio Romano.